# Liste des maires de Rome
Cet article dresse la liste des maires de Rome de 1870 à aujourd’hui.
| Nom                               | Fonction                                        | Début du mandat                  | Fin du mandat                        | Parti politique                            |
| --------------------------------- | ----------------------------------------------- | -------------------------------- | ------------------------------------ | ------------------------------------------ |
| Giuseppe Lunati                   | Faisant fonction de maire                       | novembre 1870                    | décembre 1870                        |                                            |
| Filippo Doria Pamphili            | Faisant fonction de maire                       | décembre 1870                    | mars 1871                            |                                            |
| Giovanni Angelini                 | Faisant fonction de maire                       | mars 1871                        | mai 1871                             |                                            |
| Francesco Rospigliosi Pallavicini | Maire                                           | mai 1871                         | octobre 1871                         |                                            |
| Francesco Grispigni               | Faisant fonction de maire                       | octobre 1871                     | mai 1872                             |                                            |
| Pietro Venturi                    | Faisant fonction de maire                       | juin 1872                        | novembre 1872                        |                                            |
| Luigi Pianciani                   | Maire                                           | novembre 1872                    | juillet 1874                         |                                            |
| Pietro Venturi                    | Maire                                           | juillet 1874                     | novembre 1877                        |                                            |
| Emanuele Ruspoli                  | Maire                                           | novembre 1877                    | juillet 1880                         |                                            |
| Augusto Armellini                 | Faisant fonction de maire                       | juillet 1880                     | octobre 1881                         |                                            |
| Luigi Pianciani                   | Maire                                           | octobre 1881                     | mai 1882                             |                                            |
| Leopoldo Torlonia                 | Faisant fonction de maire maire                 | mai 1882 mai 1887                | mai 1887 décembre 1887               |                                            |
| Alessandro Guiccioli              | Maire                                           | janvier 1888                     | novembre 1889                        |                                            |
| Augusto Armellini                 | Maire                                           | novembre 1889                    | juin 1890                            |                                            |
| Camillo Finocchiaro Aprile        | Commissaire                                     | juin 1890                        | décembre 1890                        |                                            |
| Onorato Caetani                   | Maire                                           | décembre 1890                    | novembre 1892                        |                                            |
| Emanuele Ruspoli                  | Maire                                           | décembre 1892                    | novembre 1899                        |                                            |
| Enrico Galluppi                   | Faisant fonction de maire                       | novembre 1899                    | décembre 1899                        |                                            |
| Prospero Colonna                  | Maire                                           | décembre 1899                    | octobre 1904                         |                                            |
| Carlo Palomba                     | Faisant fonction de maire                       | octobre 1904                     | décembre 1904                        |                                            |
| Giovanni Cruciani Alibrandi       | Faisant fonction de maire maire                 | décembre 1904 juillet 1905       | juillet 1905 juillet 1907            |                                            |
| Cesare Salvarezza                 | Commissaire                                     | juillet 1907                     | novembre 1907                        |                                            |
| Ernesto Nathan                    | Maire                                           | novembre 1907                    | décembre 1913                        |                                            |
| Fausto Aphel                      | Commissaire                                     | décembre 1913                    | juillet 1914                         |                                            |
| Prospero Colonna                  | Maire                                           | juillet 1914                     | juin 1919                            |                                            |
| Adolfo Apolloni                   | Maire                                           | juin 1919                        | novembre 1920                        |                                            |
| Luigi Rava                        | Maire                                           | novembre 1920                    | mai 1921                             |                                            |
| Giovanni Valli                    | Maire                                           | mai 1921                         | mai 1922                             |                                            |
| Filippo Cremonesi                 | Maire Commissaire Gouverneur                    | juin 1922 mars 1923 octobre 1925 | mars 1923 octobre 1925 décembre 1926 | Parti national fasciste                    |
| Ludovico Spada Potenziani         | Gouverneur                                      | décembre 1926                    | septembre 1928                       | Parti national fasciste                    |
| Francesco Boncompagni Ludovisi    | Gouverneur                                      | septembre 1928                   | janvier 1935                         | Parti national fasciste                    |
| Giuseppe Bottai                   | Gouverneur                                      | janvier 1935                     | novembre 1936                        | Parti national fasciste                    |
| Piero Colonna                     | Gouverneur                                      | novembre 1936                    | août 1939                            | Parti national fasciste                    |
| Giangiacomo Borghese              | Gouverneur                                      | septembre 1939                   | août 1943                            | Parti national fasciste                    |
| Riccardo Motta                    | Commissaire                                     | août 1943                        | janvier 1944                         |                                            |
| Giovanni Orgera                   | Gouverneur                                      | janvier 1944                     | 3 juin 1944                          |                                            |
| Roberto Bencivenga                | Commissaire                                     | 4 juin 1944                      | 10 juin 1944                         |                                            |
| Andrea Doria Pamphili             | Maire                                           | 10 juin 1944                     | 12 décembre 1946                     |                                            |
| Mario De Cesare                   | Commissaire                                     | 28 décembre 1946                 | 4 novembre 1947                      |                                            |
| Salvatore Rebecchini              | Maire                                           | 5 novembre 1947                  | 2 juillet 1956                       | Démocratie chrétienne                      |
| Umberto Tupini                    | Maire                                           | 2 juillet 1956                   | 9 janvier 1958                       | Démocratie chrétienne                      |
| Urbano Cioccetti                  | Maire                                           | 9 janvier 1958                   | 11 juillet 1961                      | Démocratie chrétienne                      |
| Francesco Diana                   | Commissaire                                     | 11 juillet 1961                  | 16 juillet 1962                      |                                            |
| Glauco Della Porta                | Maire                                           | 17 juillet 1962                  | 12 mars 1964                         | Démocratie chrétienne                      |
| Americo Petrucci                  | Maire                                           | 12 mars 1964                     | 14 novembre 1967                     | Démocratie chrétienne                      |
| Attico Tabacchi                   | Faisant fonction en tant qu’adjoint le plus âgé | 14 novembre 1967                 | 21 novembre 1967                     |                                            |
| Rinaldo Santini                   | Maire                                           | 21 décembre 1967                 | 29 juillet 1969                      | Démocratie chrétienne                      |
| Clelio Darida                     | Maire                                           | 30 juillet 1969                  | 5 mars 1972                          | Démocratie chrétienne                      |
| Remo Fiorucci                     | Faisant fonction en tant qu’adjoint le plus âgé | 6 mars 1972                      | 16 mars 1972                         |                                            |
| Clelio Darida                     | Maire                                           | 17 mars 1972                     | 5 mai 1976                           | Démocratie chrétienne                      |
| Giovanni Starita                  | faisant fonction en tant qu’adjoint le plus âgé | 6 mai 1976                       | 9 août 1976                          |                                            |
| Giulio Carlo Argan                | Maire                                           | 9 août 1976                      | 27 septembre 1979                    | Gauche indépendante                        |
| Luigi Petroselli                  | Maire                                           | 27 septembre 1979                | 7 octobre 1981                       | Parti communiste italien                   |
| Pierluigi Severi                  | Faisant fonction en tant qu’adjoint le plus âgé | 7 octobre 1981                   | 15 octobre 1981                      |                                            |
| Ugo Vetere                        | Maire                                           | 16 octobre 1981                  | 30 juillet 1985                      | Parti communiste italien                   |
| Nicola Signorello                 | Maire                                           | 31 juillet 1985                  | 10 mai 1988                          | Démocratie chrétienne                      |
| Pietro Giubilo                    | Maire                                           | 6 août 1988                      | 29 mars 1989                         | Démocratie chrétienne                      |
| Angelo Barbato                    | Commissaire                                     | 10 juillet 1989                  | 18 décembre 1989                     |                                            |
| Franco Carraro                    | Maire                                           | 18 décembre 1989                 | 19 avril 1993                        | Parti socialiste italien                   |
| Alessandro Voci                   | Commissaire                                     | 20 avril 1993                    | 4 décembre 1993                      |                                            |
| Francesco Rutelli                 | Maire                                           | 5 décembre 1993                  | 8 janvier 2001                       | Fédération des Verts, puis Les Démocrates  |
| Enzo Mosino                       | Commissaire                                     | 9 janvier 2001                   | 1er juin 2001                        |                                            |
| Walter Veltroni                   | Maire                                           | 1er juin 2001                    | 13 février 2008                      | Démocrates de gauche, puis Parti démocrate |
| Mario Morcone                     | Commissaire                                     | 26 février 2008                  | 28 avril 2008                        |                                            |
| Gianni Alemanno                   | Maire                                           | 28 avril 2008                    | 12 juin 2013                         | Le Peuple de la liberté                    |
| Ignazio Marino                    | Maire                                           | 12 juin 2013                     | 31 octobre 2015                      | Parti démocrate                            |
| Francesco Paolo Tronca            | Commissaire                                     | 1er novembre 2015                | 22 juin 2016                         |                                            |
| Virginia Raggi                    | Maire                                           | 22 juin 2016                     | 21 octobre 2021                      | Mouvement 5 étoiles                        |
| Roberto Gualtieri                 | Maire                                           | 21 octobre 2021                  | En fonction                          | Parti démocrate                            |

Jusqu'en 1889, le maire était nommé par le Roi parmi les conseillers communaux.
De 1889 au 1923, le maire était élu par le conseil communal parmi ses membres.
De 1923 au 1943, le maire (appelé Gouverneur) était nommé par le Gouvernement fasciste.
En 1944, Filippo Andrea VI Doria-Pamphilj est nommé maire par le Comité de libération nationale.
De 1947 à 1993, l'élection du maire par le conseil communal parmi ses membres est restaurée.
Depuis 1993, le maire est élu au suffrage universel direct au scrutin uninominal majoritaire à deux tours.
Les Commissaires sont nommés par le Gouvernement italien lorsque le siège de maire est vacant et le conseil communal dissout.